# Relations entre le Canada et les Émirats arabes unis
Les relations entre le Canada et les Émirats arabes unis constituent les relations étrangères bilatérales entre le Canada et les Émirats arabes unis.
Le Canada établit des relations avec les Émirats arabes unis en 1974. Chacun des pays possède une ambassade dans la capitale de l'autre.

## Historique
Les relations formelles entre les deux pays sont établies en 1974, 3 ans après l'indépendance des Émirats arabes unis.

## Relations diplomatiques
L'ambassadeur du Canada aux Émirats arabes unis, Masud Husain, nommé le 23 octobre 2016, termine son mandat en juillet 2019. Depuis septembre 2019, l'actuelle ambassadrice du Canada aux Émirats arabes unis est Marcy Grossman. L'actuel ambassadeur émirati au Canada est Fahad Al Raqbani, nommé le 1er janvier 2018.

## Transports
Les voyages entre le Canada et les Émirats arabes unis sont opérés par Emirates et Etihad avec 5 vols hebdomadaires, et Air Canada avec 3 vols hebdomadaires. Emirates Airlines exploite 5 vols entre Toronto et Dubaï sur Airbus A380, Air Canada exploite 3 vols entre Toronto et Dubaï sur Boeing 787 Dreamliner et Etihad exploite 5 vols entre Toronto et Abou Dabi sur un Boeing 777-300ER.

### Différend aéronautique
Le différend aérien entre le Canada et les Émirats arabes unis est un différend au sujet des droits d'aviation entre les deux pays. Le différend tourne autour du refus du Canada d'accorder des droits d'atterrissage supplémentaires aux transporteurs aériens émiratis Emirates et Etihad Airways. Le différend se résout en juillet 2018 lorsque le Canada ouvre son espace aérien à 5 vols par semaine entre Toronto et Dubaï et Toronto et Abou Dabi.

#### Contexte
En 1999, le Canada et les Émirats arabes unis signent leur premier accord aérien, en vertu duquel les avions de ligne émiratis seraient autorisés à voler au Canada six fois par semaine. En octobre 2007, Emirates commence à assurer trois vols par semaine entre Toronto et Dubaï; peu de temps après, les Émirats arabes unis commencent à demander au Canada d'autoriser une augmentation des vols vers le pays dans le cadre d'un plan d'expansion pour répondre à la demande accrue entre le Canada et les Émirats arabes unis, citant les 27 000 Canadiens résidant aux Émirats arabes unis et les relations commerciales importantes entre les deux pays, le plus grand partenaire commercial au Moyen-Orient du Canada.
Les négociations entre les deux pays durent plusieurs années, mais n'aboutissent qu'à peu ou pas de progrès. En juin 2010, un accord permettant à l'armée canadienne d'utiliser une base militaire des Émirats arabes unis pour ses opérations en Afghanistan expire. Les Émirats arabes unis accordent une prolongation de trois mois du bail de la base militaire, mais les pourparlers s'enlisent et l'accord n'est pas renouvelé après avoir de nouveau expiré en octobre,.
En novembre 2010, il est signalé que même si Air Canada s'oppose à toute augmentation de service vers des destinations canadiennes, le Canada est prêt à offrir plus de créneaux d'atterrissage à Calgary et à Vancouver. Cependant, les Émirats arabes unis ne sont pas satisfaits et souhaitent un plus grand nombre de vols vers Toronto. Il est également souligné que les offres du Canada comprennent une réduction de capacité au lieu d'une augmentation.

#### Fermeture de l'espace aérien aux avions des ministres canadiens
Le 11 octobre 2010, le ministre de la Défense nationale du Canada, Peter MacKay, prend la parole lors d'une conférence de presse à Kandahar, en Afghanistan, alors qu'il rend visite aux troupes canadiennes, et déclare que les négociations avec les Émirats arabes unis pour prolonger le bail de la base canadienne ont échoué et que les Forces canadiennes doivent évacuer le Camp Mirage conformément aux souhaits des Émirats. Cela pose un problème potentiel pour le transport vers et depuis l'Afghanistan.
Quelques heures plus tard, le chef d'état-major, le général Walter Natynczyk, et le ministre des Anciens Combattants, Jean-Pierre Blackburn, sont dans un avion de retour au Canada qui doit atterrir au Camp Mirage. L'appareil se voit refuser les droits d'atterrissage et est contraint de se dérouter vers l'Europe. Les Émirats arabes unis répondent à l'incident en déclarant que le gouvernement canadien du Premier ministre Stephen Harper déforme les informations sur l'incident, que l'avion a été informé à l'avance que les droits d'atterrissage ont été suspendus et que le gouvernement Harper recoure à des "tactiques de peur" pour jeter une lumière négative sur les Émirats arabes unis dans les médias canadiens. Le gouvernement canadien déclare à son tour qu'il ne rentrerait pas dans le "chantage" des Émirats arabes unis qui utilisent la base militaire comme monnaie d'échange.

#### Effet possible sur la candidature du Canada au Conseil de sécurité des Nations unies
Selon la Société Radio-Canada, un responsable anonyme des Émirats arabes unis déclare que les Émirats arabes unis ont fait pression contre la candidature du Canada aux élections du Conseil de sécurité des Nations unies en 2010, où le Canada n'a pas réussi à acquérir un siège, en raison du conflit aérien. Aucune connexion ou réponse officielle n'est faite par le Canada ou les Émirats arabes unis concernant l'information.

#### Exigences de visa imposées aux Canadiens
En novembre 2010, les Émirats arabes unis annoncent que les Canadiens auraont besoin de visas pour entrer aux Émirats arabes unis à compter du 2 janvier 2011. Les exigences de visa pour les citoyens des Émirats arabes unis pour entrer au Canada sont alors déjà présentes. Après la signature d'un accord nucléaire entre le Canada et les Émirats arabes unis en septembre 2012, les frais de visa (1 000 $ pour un visa de six mois à entrées multiples et 250 $ pour un visa de 30 jours) sont réduits d'un tiers.
Le Canada et les Émirats arabes unis conviennent de mettre fin aux exigences de visa pour les Canadiens voyageant aux Émirats arabes unis lorsque le ministre canadien des Affaires étrangères John Baird et son homologue des Émirats arabes unis, le cheikh Abdallah ben Zayed Al Nahyane, se rencontrent le 2 avril 2013, lors de la visite de Baird aux Émirats arabes unis. Ils annoncent avoir accepté de rétablir le régime des visas qui existait avant le différend. Ils déclarent que les deux pays sont également prêts à signer un accord de coopération nucléaire. Les détails sur les deux accords doivent être officialisés le mois suivant.

#### Élection fédérale canadienne de 2011
Le 2 mai 2011, les Canadiens se rendent aux urnes lors de la 41e élection fédérale et une fois de plus, le Parti conservateur de Stephen Harper s'impose comme le parti comptant le plus d'élus, cette fois avec la majorité des sièges au Parlement. Cela au grand désarroi des Émirats arabes unis, qui considérent Harper comme largement responsable de la détérioration de leurs relations bilatérales. Les compagnies aériennes émiraties annoncent par la suite qu'elles prendraient un certain temps avant de se rapprocher des autorités canadiennes pour un accord.

#### Résolution
En juin 2018, Sultan Al Mansouri, ministre de l'Économie des Émirats arabes unis, rencontre Marc Garneau, ministre canadien des Transports, à Ottawa pour discuter de la coopération dans le domaine du transport aérien. La réunion a lieu au moment où les relations canado-émiraties semblent s'être considérablement améliorées, le Canada déclarant que les Émirats arabes unis ont respecté le statu quo pour les voyages sans visa, et supprimant leurs exigences de visa pour les citoyens émiratis. En juillet 2018, le différend de plusieurs années est résolu car Emirates et Etihad annoncent qu'elles augmentent leurs vols vers Toronto à 5 liaisons par semaine après avoir signé un accord avec les autorités canadiennes.